# Hui Aloha ʻĀina

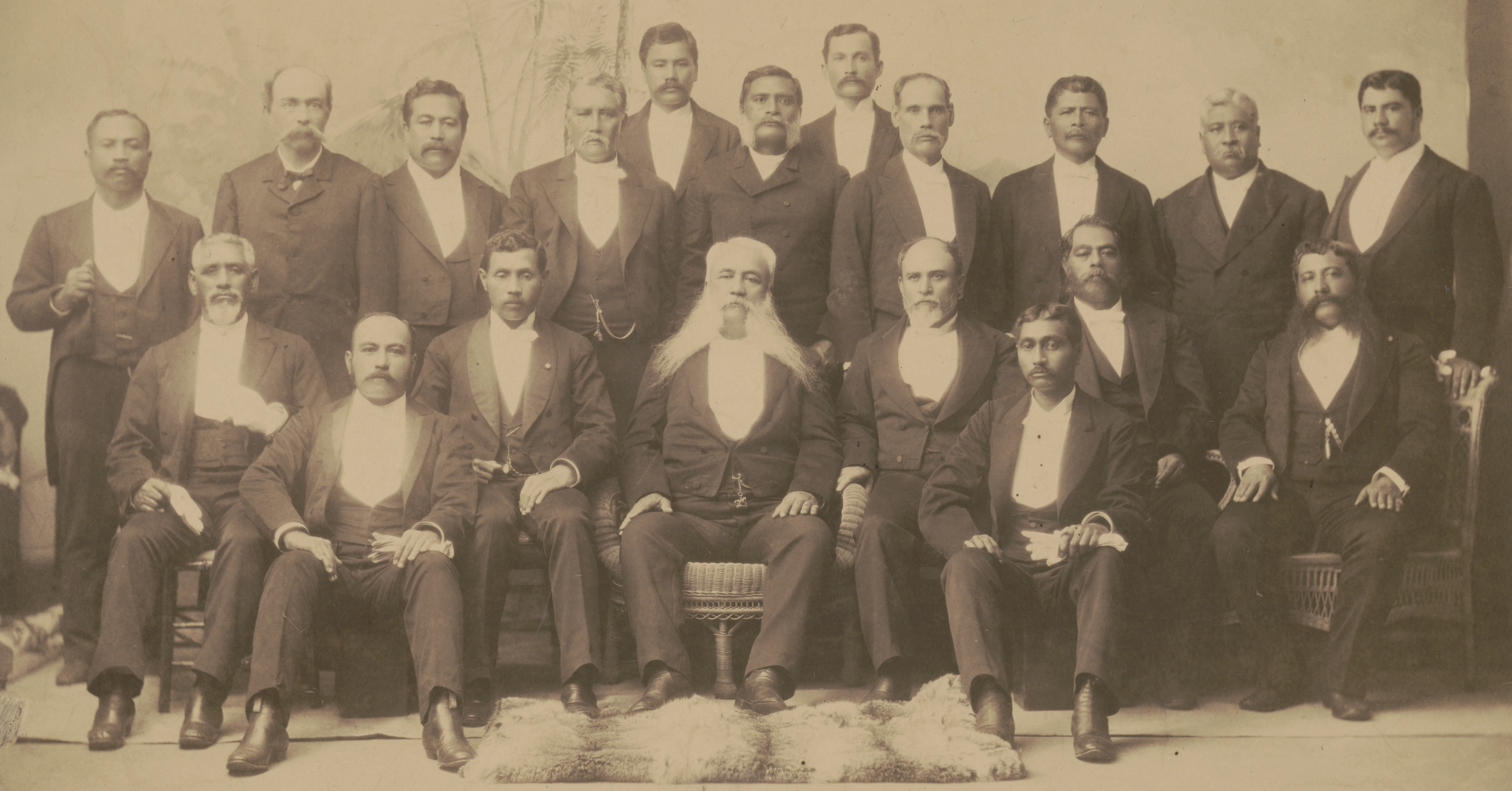
Representantes do Hui Aloha ʻĀina o Na Kane, 1893

Hui Aloha ʻĀina foram duas organizações nacionalistas havaianas (uma para homens e outra para mulheres) estabelecidas por líderes políticos e estadistas nativos havaianos e seus cônjuges após a derrubada do reino havaiano e da rainha Liliʻuokalani em 17 de janeiro de 1893. A organização foi formada para promover o patriotismo e a independência havaiana e se opor à derrubada e à anexação do Havaí aos Estados Unidos. Seus membros organizaram e coletaram as Petições Kūʻē para se opor à anexação, que acabaram bloqueando um tratado de anexação no Senado dos Estados Unidos em 1897.

## Nomes
O nome oficial de acordo com a constituição de ambas as organizações era Ka Hui Hawaii Aloha ʻĀina (A Liga Patriótica Havaiana).   As duas organizações também foram chamadas de Ka Hui Hawaiʻi Aloha ʻĀina o Na Kane e Ka Hui Hawaiʻi Aloha ʻĀina o Na Wahine ou Ka Hui Hawaiʻi Aloha ʻĀina o Na Lede . Durante as procissões fúnebres da princesa Kaʻiulani e da rainha Kapiʻolani em 1899, as organizações foram referidas como Ahahui Aloha Aina e Ahahui Aloha Aina o na Wahine, respectivamente. A palavra hui nos nomes de ambas as organizações é a palavra havaiana para um grupo social ou comunitário.
A Liga Patriótica Havaiana também era o nome de outra organização secreta fundada entre 1887 e 1893. Seus membros incluíam Robert William Wilcox e Volney V. Ashford.

## História
A organização foi fundada em 4 de março de 1893, dois meses e meio após a derrubada da rainha Liliʻuokalani pelas forças pró-americanas dentro do reino que estabeleceram o Governo Provisório do Havaí . Os fundadores de Hui Aloha ʻĀina foram Joseph Nāwahī, John Adams Cummins, John K. Kaunamano e John W. Bipikane, todos ex-legisladores ou ministros do governo monárquico havaiano durante os reinados de Liliʻuokalani e seu predecessor, o rei Kalākaua.
O objetivo da organização era promover o patriotismo e a independência havaiana, opor-se à derrubada, restaurar a monarquia, opor-se ao governo provisório e seu sucessor, a República do Havaí, e opor-se a qualquer tentativa de anexação das ilhas havaianas aos Estados Unidos.
Nāwahī foi eleito presidente enquanto Cummins foi eleito presidente honorário. Os quatro vice-presidentes em 1893 foram John E. Bush, John Lot Kaulukoʻu, Kaunamano e Bipikane. Em julho de 1893, a organização reivindicou a adesão total de 7.500 eleitores havaianos nativos qualificados (de 13 mil eleitores registrados) e um ramo feminino de mais de 11 mil membros.
Uma delegação de membros apresentou o caso da monarquia e do povo havaiano ao comissário dos Estados Unidos James Henderson Blount, enviado pelo presidente Grover Cleveland para investigar a derrubada.
Após a morte de Nāwahī em setembro de 1896, delegados de diferentes filiais da ilha de Hui Aloha ʻĀina se reuniram em Honolulu para a eleição de um novo conselho de liderança em novembro 28 de novembro de 1896, que coincidiu com <i id="mwVA">Lā Kūʻokoʻa</i> (Dia da Independência do Havaí). Nesta reunião, James Keauiluna Kaulia foi eleito como o novo presidente e William Pūnohu White como presidente honorário. Os vice-presidentes eleitos foram Kaunamano, Bipikane, Bush e Edward Kamakau Lilikalani .
Antecipando uma nova votação sobre um tratado de anexação apoiado pelo presidente William McKinley, Hui Aloha ʻĀina e outros grupos nacionalistas havaianos coletaram as Petições Kūʻē para se opor à ratificação dos tratados no Senado dos Estados Unidos . Membros do Hui Aloha ʻĀina for Men e Hui Aloha ʻĀina for Women coletaram mais de 21.000 assinaturas em toda a cadeia de ilhas, opondo-se à anexação em 1897. Outras 17.000 assinaturas foram coletadas por membros de Hui Kālaiʻāina, mas não foram submetidas ao Senado porque essas assinaturas também pediam a restauração da monarquia. Estes foram apresentados por uma comissão de delegados nativos havaianos consistindo de Kaulia, David Kalauokalani (presidente de Hui Kālaiʻāina), William Auld e John Richardson ao governo dos Estados Unidos. As petições coletivamente foram apresentadas como prova da forte oposição popular da comunidade havaiana à anexação, e o tratado foi derrotado no Senado.
No entanto, um ano após a derrota do tratado no Senado, o Havaí foi anexado por meio da Resolução Newlands, uma resolução conjunta do Congresso, em julho de 1898. Isso foi feito logo após a eclosão da Guerra Hispano-Americana e necessário devido à posição estratégica do Havaí como base militar do Pacífico.
Em maio de 1895, Joseph Nāwahī e Emma Nāwahī também fundaram o Ke Aloha Aina, um jornal anti-anexionista semanal escrito na língua havaiana para promover a independência havaiana e a oposição à anexação americana. O jornal funcionou de 1895 até 1920.

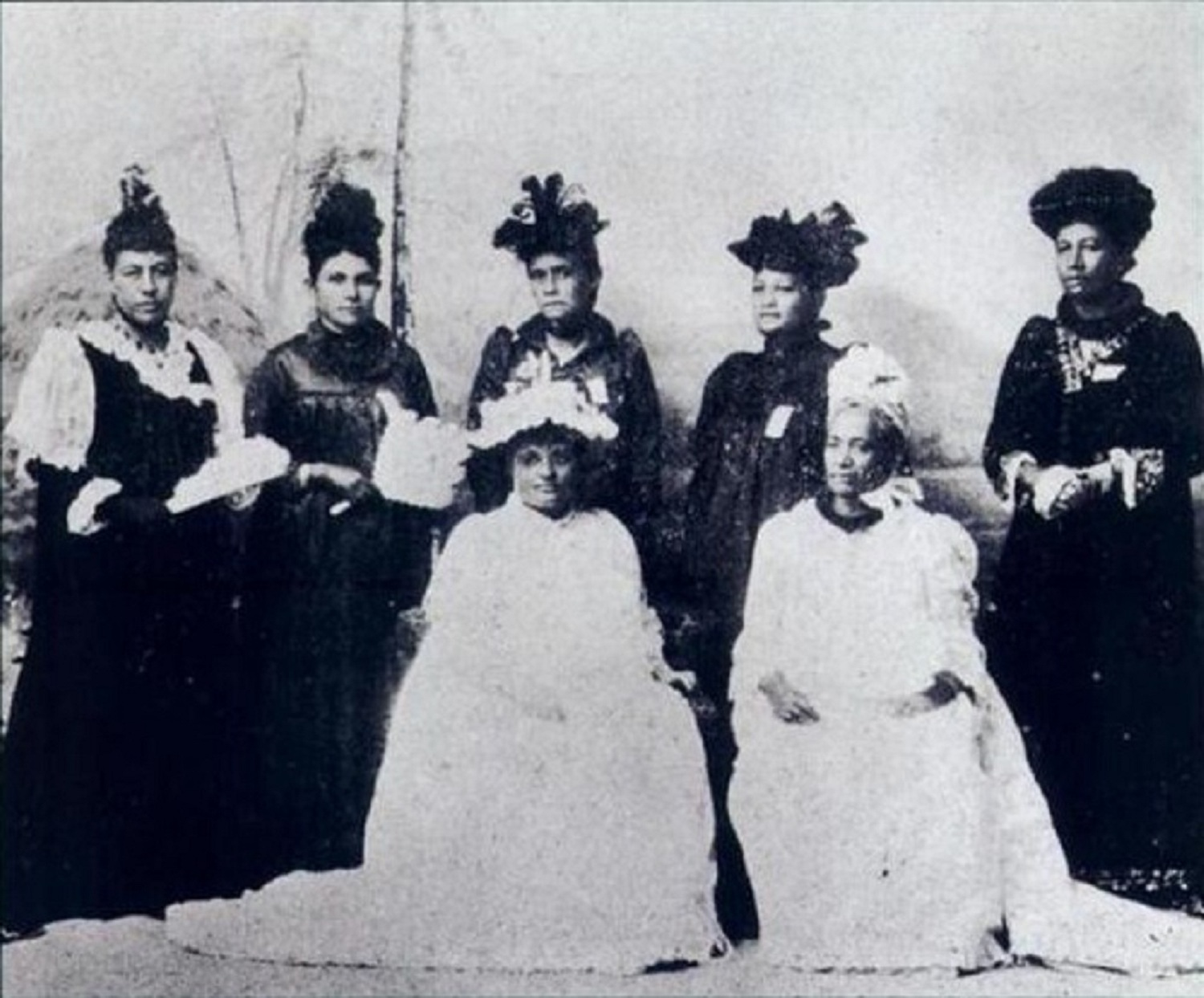
Representantes do Hui Aloha ʻĀina o Na Wahine, 1893

## Ramo feminino
Uma organização feminina correspondente chamada Hui Aloha ʻĀina o Na Wahine (Liga Patriótica das Mulheres Havaianas) foi fundada em 27 de março de 1893 por Emilie Widemann Macfarlane, a filha meio havaiana de Hermann A. Widemann . Martha Widemann Berger (irmã de Macfarlane) e Abigail Kuaihelani Campbell foram eleitas vice-presidentes. Os presidentes honorários incluíram Mary Robinson Foster, Elizabeth Kekaʻaniau Pratt, Rebecca Kahalewai Cummins, Bathsheba Robinson Allen e Irene ʻĪʻī Brown Holloway.
Em 17 de abril, Macfarlane e um pequeno grupo de mulheres havaianas mais jovens renunciaram a seus cargos, após uma disputa entre duas facções do grupo sobre o texto do memorial que buscava a restauração da monarquia a ser apresentado ao comissário dos Estados Unidos James Henderson Blount enviado pelo presidente Grover Cleveland para investigar a derrubada. A organização elegeu Campbell como o próximo presidente da organização. Emma Nāwahī também foi membro fundador.
Em 18 de abril, um corpo executivo de sete membros: Campbell, Nāwahi, Rebecca Kahalewai Cummins, Mary Ann Kaulalani Parker Stillman, Jessie Kapaihi Kaae, Hattie K. Hiram, Laura Kekupuwolui Mahelona apresentou uma petição ao Comissário Blount.

## Membros em fotografia de 1893
| Retrato | Nome                           | Fontes |
| ------- | ------------------------------ | ------ |
|         | Sam M. Kaaukai                 | [ 13 ] |
|         | John W. Bipikane               | [ 13 ] |
|         | Henry Stuart Swinton           | [ 13 ] |
|         | James Keauiluna Kaulia         | [ 13 ] |
|         | Luther W. P. Kanealii          | [ 13 ] |
|         | Joseph Nāwahī                  | [ 13 ] |
|         | John Sam Kikukahiko            | [ 13 ] |
|         | Samuel K. Aki                  | [ 13 ] |
|         | John Adams Cummins             | [ 13 ] |
|         | David William Pua              | [ 13 ] |
|         | John Kapumawaiio Prendergast   | [ 13 ] |
|         | Aberahama Kaikioewa Palekaluhi | [ 13 ] |
|         | John E. Bush                   | [ 13 ] |
|         | John Mahiai Kaneakua           | [ 13 ] |
|         | Frank Samuel Keiki             | [ 13 ] |
|         | John K. Kaunamano              | [ 13 ] |
|         | John Kekipi                    | [ 13 ] |
|         | John Lota Kaulukou             | [ 13 ] |
|         | James Kahai Merseburg          | [ 13 ] |